# Pueblo tagbanuá
Los tagbanuás (tagbanuá: ᝦᝪᝯ, "pueblo de la aldea") son una etnia que se originó en la provincia de La Paragua en Filipinas. Hablan tres idiomas no mutuamente inteligibles: aborlano, calamián y tagbanuá central. Únicamente entre los paragüeños y la mayoría de los filipinos, que escriben en la escritura latina, los tagbanuás utilizan su propia escritura índica: la escritura tagbanuá.